# محطة قطار بني براك
محطة قطار بني براك – رمات هحيال (بالعبرية: תחנת הרכבת בני ברק – רמת החייל) وعُرفت عند افتتاحها باسم "محطة قطار تل أبيب شمال". هي محطة قطار للمسافرين في شبكة خطوط السكك الحديدية الإسرائيلية تخدم بني براك ورمات غان والمنطقة الصناعية "رمات هحيال" الواقعة في تل أبيب. تقع المحطة في نفوذ بلدية بني براك على حدود تل أبيب ورمات غان، وتحديدًا بالقرب من المجمع التجاري "أيالون" وملعب رمات غان. تخدم المحطة على سكة حديد اليركون على خط أشكلون – هرتسليا.

## مبنى المحطة
في المحطة منصة جزيرة تضم الرصيفين 2 و3 ومنصة أخرى جانبية ملاصقة لصالة المسافرين تضم الرصيف 1. تمر بالمحطة ثلاث سكك حديدية، وتُعد محطة وسطيّة؛ أي يُمكن للمسافرين التنقل منها في كلا الاتجاهين.

## خدمة القطارات
تخدم محطة قطار بني براك المسافرين على خط أشكلون – هرتسليا. في ساعات الذروة؛ تتوقف في المحطة أربعة قطارات في الساعة لكل اتجاه؛ أربعة باتجاه هرتسليا، وأربعة باتجاه أشكلون، لكن إحداها يصل حتى أشدود فقط وآخر يصل حتى ريشون لتسيون فقط. في باقي ساعات اليوم؛ يتوقف في المحطة قطارين في الساعة لكل اتجاه.

## خدمة الحافلات
تنطلق من المحطة بضعة خطوط تشغلها شركتي دان ومتروبولين، كالآتي:
| الشركة    | الخط | المسار | ملاحظات إضافية |
| --------- | ---- | --- | -------------- |
| دان       | 4    | كانتري بني براك - قطار بني براك - مجمع أيالون التجاري - شارع اليركون - كريات هرتسوغ - برديس كاتس - رافي عكيفا - حزون إيش - كريات فيزنيتس - كهيلوت يعكوف | ♿             |
| دان       | 9    | قطار بني براك - مجمع أيالون التجاري - أبراج ب.س.ر - محطة القطار الخفيف بن غوريون - معهد مور - طريق جابوتينسكي - رافي عكيفا - حزون إيش - كهيلوت يعكوف | ♿             |
| دان       | 81   | قطار بني براك - تل أبيب؛ شارع راؤول فالنبرغ - المنطقة الصناعية عفار هيركون - نفيه شريت - شارع راؤول فالنبرغ - قطار بني براك | ♿🔄           |
| متروبولين | 524  | قطار بني براك - تل أبيب؛ شارع راؤول فالنبرغ - المنطقة الصناعية عفار هيركون - شارع دفوراه هنفيئاه - شارع موشيه سنيه - مقبرة كريات شاؤول - مبدل طرق هكفار هيروك - رمات هشارون؛ شارع سوكولوف - هرتسليا؛ شارع بن غوريون - طريق القدس - رعنانا؛ طريق القدس - مستشفى ليفنشتاين - كريات شريت - ليف هبارك | ♿             |